# ناحية السوير
ناحية السوير (سابقا : الزريجية) هي مدينة عراقية وناحية تابعة أداريا إلى قضاء السماوة في محافظة المثنى يعود تاريخ نشأتها إلى بداية القرن العشرين عام 1900 حيث كانت تتبع أداريا إلى لواء المنتفك وقد جرى في موقعها أشهر معركة خلال ثورة العشرين وهي معركة السوير التي سميت بأسمها حاليا.

## الموقع
هي ناحية تتبع أداريا إلى قضاء السماوة شمال المحافظة، تقع على بعد 12 كم شرق مدينة السماوة على أيسر نهر الفرات.

## التسمية والتاريخ
والروايات كثير في أسباب التسميات فسميت الزريجية أخذت من الرواية التي تفيد بان هذه الأراضي كانت مغمورة بالمياه وإنها بحيرة كبيرة أطلق عليها الزريجية وقد جفت بعد ذلك واشتهرت بشكل كبير عندما دارت عليها رحى المعركة الحامية عام 1900 والتي تصدع على أثرها النظام القبلي لقبيلة بني حجيم وأصبحت بعد ذلك كل عشيرة قائمة بذاتها وأزيلت وصاية آل محسن الزعامة التنفيذية لإمارة المنتفك على بني حجيم أما اسمي السوير وحوض السوير جاءا من نهر السوير الذي يمر شمال الناحية والمرتبط بـ(واقعة السوير) إحدى المعارك البارزة أثناء اندلاع ثورة العشرين ،وكلمة الحوض أخذت باعتبار الأرض واقعة بين نهري الفرات والسوير فشبهت بالحوض.

## السكان
يقدر عدد سكان الناحية بحوالي 55٫000 حسب أحصائيات عام 2014. والزريجية يسكنها خمس عشائر من كبرى قبيلة بني حجيم للزريجية وهي عشيرة آل عبس : وتشمل أل حجيل والمؤمنين والبو دويسة وال فليح والبو جيرب واليونس والثانية عشيرة البَركات : وتشمل المحرجين وال وسيجة وال عكاب والحشيش وال أزيره ومطوك والثالثة عشيرة آل غانم : وتشمل البو محمد  وال شيري  الشيخ وليد نعيم سويلم والبو وحيد والكيظيين والخنان  والاخرتين هما عشرتي العطاوة والبو جراد. 